# Cephalofoil

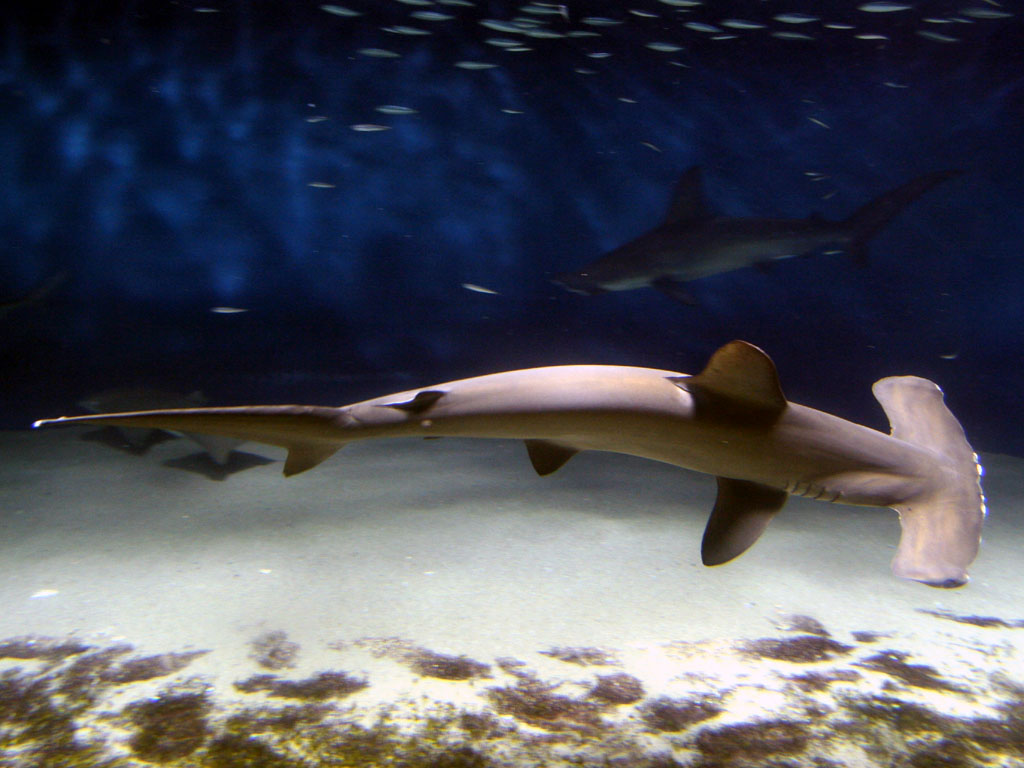
Bogenstirn-Hammerhai mit ausgeprägtem Cephalofoil

Als Cephalofoil wird der stark verbreiterte Kopf der Hammerhaie (Sphyrnidae) bezeichnet. Anders als bei allen anderen Arten der Haie ist der Kopf der Hammerhaie direkt vor den Kiemen (prebranchial) auf beiden Seiten stark ausgezogen und dadurch verbreitert.

## Etymologie
Das Wort Cephalofoil ist aus altgriechisch κέφαλος képhalos, deutsch ‚Kopf‘ und englisch hydrofoil ‚Tragfläche‘ zusammengesetzt.

## Ausprägung
Es handelt sich um das zentrale Merkmal dieser Gruppe; zugleich stellt es innerhalb der Gruppe durch die arttypische Ausprägung das wichtigste Unterscheidungsmerkmal der Arten dar. Diese Kopfverbreiterung beträgt bei den Arten der Gattung Sphyrna zwischen 17 und 33 Prozent der Gesamtlänge, beim Flügelkopf-Hammerhai (Eusphyra blochii) sogar 40 bis 50 Prozent. Die Kopfform kann zudem stark abgeflacht sein.

## Funktion
Es wird angenommen, dass die Verbreiterung des Kopfes im Wesentlichen der besseren Manövrierfähigkeit des Hais dient sowie das Wahrnehmungsfeld verbessert. Die Augen und die stark vergrößerten Nasengruben liegen bei diesen Haien am Ende der Verbreiterung, sodass das Feld, das durch diese Sinnesorgane wahrgenommen wird, stark erweitert wird. Dies trifft auch auf die an der Vorderseite des Cephalofoil zu findenden Lorenzinischen Ampullen zu, die bei Hammerhaien neben elektrischen Impulsen potenzieller Beutefische eventuell auch Ströme des Erdmagnetfelds wahrnehmen und so bei den Wanderungen, die für einige Hammerhaie typisch sind, als Orientierungshilfe dienen. Das Maul liegt unterhalb des Cephalofoil und ist im Regelfall parabolisch geformt.